# Gilbert John Fowler
Gilbert John Fowler (* 23. Januar 1868 in Paris; † 21. März 1953 in Bangalore) war ein britischer Chemiker.
Er besuchte die Schule in Sommerset und studierte am Owens College in Manchester. Von 1888 bis 1896 war er Demonstrator am chemischen Laboratorium und ab 1892 zusätzlich Assistent Lecturer für Metallurgie am Owen’s College. Für seine frühen Forschungsarbeiten zur Metallurgie erhielt er den Dalton Preis. 1904 erwarb er seinen D.Sc. und wurde Dozent für Sanitätschemie des Public Health Departments. 1912 wurde er Dozent für bakteriologische Chemie und Direktor des Frankland-Laboratoriums der chemischen Abteilung der University of Manchester. 1916 wurde er Professor für angewandte Chemie. Von 1919 bis 1924 war er Professor für Biochemie am Indian Institute of Science in Bangalore. 1926 wurde er Leiter am Government Technological Institute und im folgenden Jahr Principal des Harcourt Butler Technological Institute in Kanpur. Ferner war er Consultant, 1896–1914 in England, 1916–25 in Indien und 1918–22 in China. 1929 ging er in Bangalore den Ruhestand.
Er war Gründungsmitglied des Natural Institute of Science India.